# Robinson-Pass
Der Robinson-Pass (bulgarisch проход Робинсън prochod Robinsan) ist ein 1850 m hoher und vereister Bergsattel im westantarktischen Ellsworthland. Im Ellsworthgebirge liegt er zwischen den Sostra Heights im Osten und einem Gebirgskamm im Westen, der am Mount Dalrymple vom Hauptkamm der Sentinel Range in ostnordöstlicher Richtung abzweigt. Er befindet sich 9,15 km ostnordöstlich des Mount Dalrymple, 3,35 km südwestlich des Mount Malone und 9 km nördlich des Mount Schmid. Er ist Teil der Wasserscheide zwischen dem Sabazios-Gletscher im Norden und dem Embree-Gletscher im Süden.
US-amerikanische Wissenschaftler kartierten ihn 1961. Die bulgarische Kommission für Antarktische Geographische Namen benannte ihn 2014 nach James Kerguelen Robinson (1859–1914), der am 11. März 1859 als erster Mensch südlich der antarktischen Konvergenz geboren worden war.